# The Walking Dead (серия игр)
The Walking Dead, а также The Walking Dead: A Telltale Games Series и The Walking Dead: The Telltale Series — серия эпизодических графических приключенческих компьютерных игр на основе серии комиксов «Ходячие мертвецы», разработанная и изданная компаниями Telltale Games и Skybound Games в сотрудничестве со Skybound Entertainment в 2012—2019 годах. Состоит из четырёх основных сезонов и одного спин-оффа.
Telltale Games закрылась в конце 2018 года в период выхода четвёртого сезона. Владелец «Ходячих мертвецов» и Skybound Entertainment Роберт Киркман счёл необходимым закончить историю Клементины и нанял некоторых сотрудников из Telltale, чтобы закончить финальный сезон.
Серия получила высокие оценки за хорошее повествование и влияние выбора игрока. Первый сезон был особенно отмечен как возрождение увядающего жанра приключенческих игр, который угасал примерно с 2000 года.

## Игры

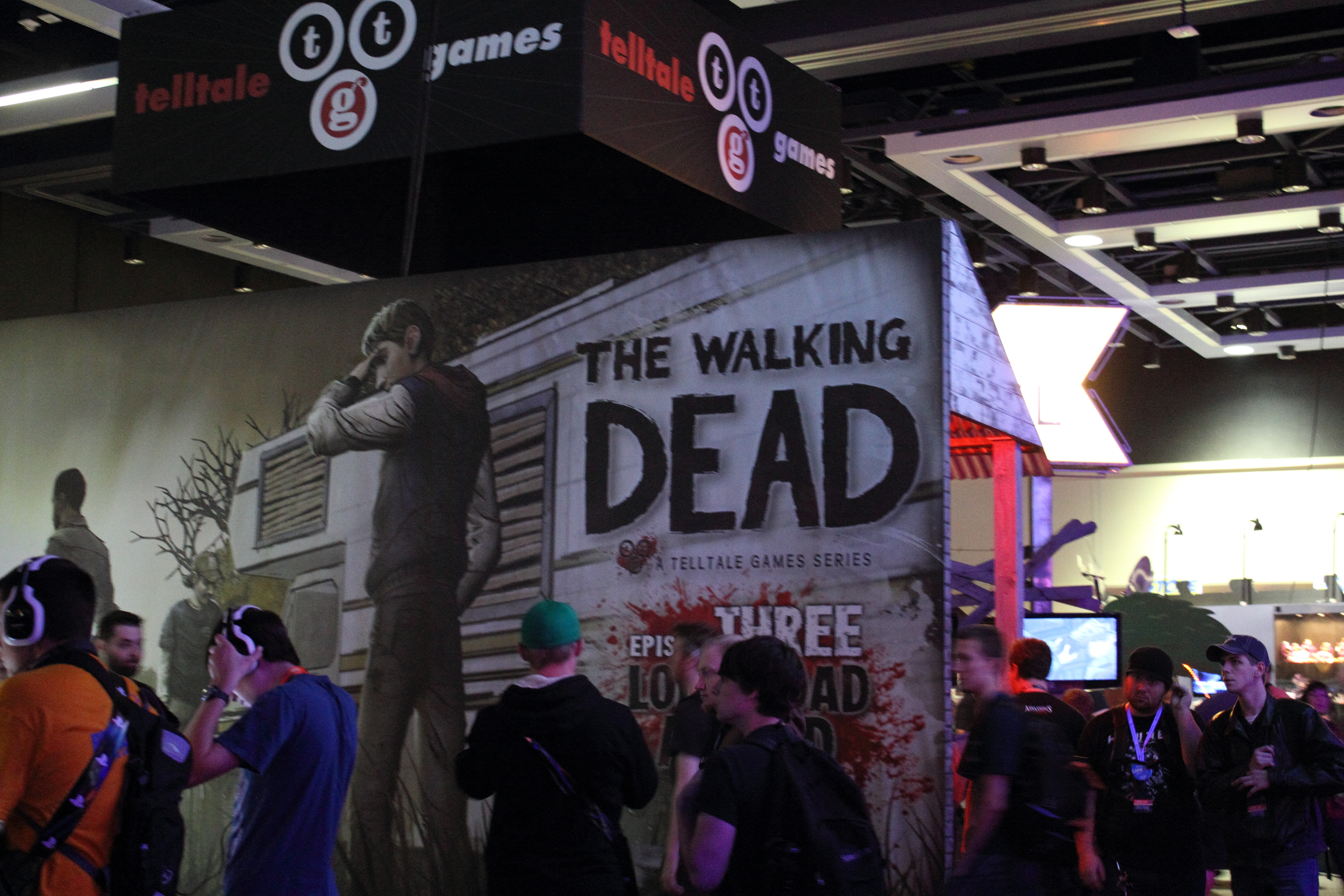
Фотография с игровой выставки Penny Arcade Expo 2012.

| 2012 | The Walking Dead: Season One       |
| 2013 | The Walking Dead: Season Two       |
| 2014 |                                    |
| 2015 |                                    |
| 2016 | The Walking Dead: Michonne         |
| 2016 | The Walking Dead: A New Frontier   |
| 2017 |                                    |
| 2018 | The Walking Dead: The Final Season |

| Название                                          | Дата            | Разработчик                   | Издатель                      |
| Основные сезоны                                   | Основные сезоны | Основные сезоны               | Основные сезоны               |
| ------------------------------------------------- | --------------- | ----------------------------- | ----------------------------- |
| The Walking Dead: Season One                      | 2012            | Telltale Games                | Telltale Games                |
| The Walking Dead: Season Two                      | 2013-2014       | Telltale Games                | Telltale Games                |
| The Walking Dead: A New Frontier                  | 2016-2017       | Telltale Games                | Telltale Games                |
| The Walking Dead: The Final Season                | 2018-2019       | Telltale Games Skybound Games | Telltale Games Skybound Games |
| Спин-офф                                          |                 |                               |                               |
| The Walking Dead: Michonne                        | 2016            | Telltale Games                | Telltale Games                |
| Сборники                                          |                 |                               |                               |
| The Walking Dead Collection — The Telltale Series | 2017            | Telltale Games                | Telltale Games                |
| The Walking Dead: The Telltale Definitive Series  | 2019-2020       | Skybound Games                | Skybound Games                |

## Эпизоды
| Сезон | Сезон | Эпизоды | Оригинальная дата релиза | Оригинальная дата релиза |
| Сезон | Сезон | Эпизоды | Премьера сезона          | Финал сезона             |
| ----- | ----- | ------- | ------------------------ | ------------------------ |
|       | 1     | 5       | 24 апреля 2012           | 20 ноября 2012           |
|       | 2     | 5       | 17 декабря 2013          | 26 августа 2014          |
|       | 3     | 5       | 20 декабря 2016          | 30 мая 2017              |
|       | 4     | 4       | 14 августа 2018          | 26 марта 2019            |

### Сезон 1 (2012—2013)
| № в серии игр         | № в сезоне            | Название                               | Режиссёр                              | Автор сценария                                                    | Дата премьеры   |
| --------------------- | --------------------- | -------------------------------------- | ------------------------------------- | ----------------------------------------------------------------- | --------------- |
| 1                     | 1                     | «Новый день» «A New Day»               | Шон Ванаман Джейк Родкин              | Шон Ванаман                                                       | 24 апреля 2012  |
| 2                     | 2                     | «Жажда помощи» «Starved for Help»      | Деннис Ленарт                         | Марк Дэрин по сюжету: Чак Джордан                                 | 2 июля 2012     |
| 3                     | 3                     | «В долгий путь» «Long Road Ahead»      | Эрик Парсон                           | Шон Ванаман по сюжету: Шон Ванаман Джейк Родкин Харрисон Дж. Пинк | 28 августа 2012 |
| 4                     | 4                     | «За каждым углом» «Around Every Corne» | Ник Герман                            | Гэри Уитта                                                        | 9 октября 2012  |
| 5                     | 5                     | «Время на исходе» «No Time Left»       | Шон Ванаман Джейк Родкин Шон Айнсворт | Шон Ванаман                                                       | 20 ноября 2012  |
| Специальный эпизод    |                       |                                        |                                       |                                                                   |                 |
| «400 дней» «400 Days» | «400 дней» «400 Days» | «400 дней» «400 Days»                  | Шон Айнсворт                          | Шон Эйнсворт Ник Брекон Марк Дарин Шон Ванаман Гэри Уитта         | 2 июля 2013     |

### Сезон 2 (2013—2014)
| № в серии игр | № в сезоне | Название                               | Режиссёр                   | Автор сценария          | Дата премьеры   |
| ------------- | ---------- | -------------------------------------- | -------------------------- | ----------------------- | --------------- |
| 6             | 1          | «Всё, что осталось» «All That Remains» | Деннис Ленарт              | Ник Брекон Эндрю Грант  | 17 декабря 2013 |
| 7             | 2          | «Меж двух огней» «A House Divide»      | Эрик Парсон                | Ник Брекон              | 4 марта 2014    |
| 8             | 3          | «Тернистый путь» «In Harm’s Way»       | Грэхэм Росс                | Пьер Шоретт             | 13 мая 2014     |
| 9             | 4          | «Среди руин» «Amid the Ruins»          | Джейсон Латино             | Дж. Т. Петти Эрик Стирп | 22 июля 2014    |
| 10            | 5          | «Назад дороги нет» «No Going Back»     | Шон Эйнсворт Деннис Ленарт | Ник Брекон Пьер Шоретт  | 26 августа 2014 |

### Сезон 3:A New Frontier(2016—2017)
| № в серии игр | № в сезоне | Название                                             | Режиссёр              | Автор сценария                                                                                           | Дата премьеры   |
| ------------- | ---------- | ---------------------------------------------------- | --------------------- | --- | --------------- |
| 11            | 1          | «Связующие узы, часть 1» «Ties That Bind — Part One» | Джейсон Латино        | Брэд Кейн Ник Брекон Адам Эскенази Дуглас Лаура Жакмин Дэн Мартин Дезире Проктор Пьер Шоретт             | 20 декабря 2016 |
| 12            | 2          | «Связующие узы, часть 2» «Ties That Bind — Part Two» | Ребекка Гамин Аркович | Брэд Кейн Ник Брекон Майкл Чунг Адам Эскенази Дуглас Лаура Жакмин Дэн Мартин Эван Сколник Тимоти Уильямс | 20 декабря 2016 |
| 13            | 3          | «Выше закона» «Above the Law»                        | Крис Ребберт          | Джеймс Винделер Патрик Кевин Дэй Адам Эскенази Дуглас Лаура Жакмин Адам Миллер Эван Сколник              | 28 марта 2017   |
| 14            | 4          | «Гуще воды» «Thicker Than Water»                     | Крис Ризер            | Люк МакМаллен Тереза Кули Патрик Кевин Дэй Лаура Жакмин Адам Миллер                                      | 25 апреля 2017  |
| 15            | 5          | «С виселицы» «From the Gallows»                      | Джейсон Пайк          | Адам Эскенази Дуглас                                                                                     | 30 мая 2017     |

### Сезон 4:The Final Season(2018—2019)
| № в серии игр | № в сезоне | Название                                  | Режиссёр                    | Автор сценария                                                    | Дата премьеры    |
| ------------- | ---------- | ----------------------------------------- | --------------------------- | ----------------------------------------------------------------- | ---------------- |
| 16            | 1          | «Надоело убегать» «Done Running»          | Крис Ребберт Ваграм Антонян | Джессика Краузе Адам Эскенази Дуглас Мэри Кенни Лорен Ми          | 14 августа 2018  |
| 17            | 2          | «Обездоленные дети» «Suffer the Children» | Крис Ризер                  | Джеймс Винделер Мэри Кенни                                        | 25 сентября 2018 |
| 18            | 3          | «Сломанные игрушки» «Broken Toys»         | Райан Д. Чан Крис Ризер     | Лорен Ми Марк Дарин                                               | 15 января 2019   |
| 19            | 4          | «Верните нас обратно» «Take Us Back»      | Крис Ребберт                | Адам Эскенази Дуглас Джеймс Уинделер Майкл Киркбрайд Крис Ребберт | 26 марта 2019    |

## Сборники

### The Walking Dead Collection — The Telltale Series(2017)
В ноябре 2017 года был анонсирован сборник, который включает в себя все эпизоды трёх сезонов и The Walking Dead: Michonne. Сборник был выпущен 5 декабря 2017 года на PlayStation 4 и Xbox One. Первые два сезона были визуально улучшены, при помощи наложения текстур высокого разрешения для всех персонажей и улучшенного динамического освещения и модернизацию. В старых сезонах также используются элементы пользовательского интерфейса, разработанные для третьего сезона, чтобы обеспечить согласованный интерфейс для игроков. Работы по ремастерингу и портированию игры выполнены компанией FUN Labs.

### The Walking Dead: The Telltale Definitive Series(2019)
Skybound издал сборник The Walking Dead: The Telltale Definitive Series, которая включает в себя все четыре сезона и The Walking Dead: Michonne, который был выпущен 10 сентября 2019 года для Windows, PlayStation 4 и Xbox One. Каждый из сезонов был переработан, чтобы использовать новую систему рендеринга, которая была представлена в The Final Season, а также добавила более десяти часов комментариев разработчиков. Дополнительные улучшения были внесены в движения моделей персонажей и синхронизацию губ.

## Озвучивание
| Персонаж               | Сезон 1 (2012)    | Сезон 2 (2013—2014) | Сезон 3: A New Frontier (2016—2017)  | Сезон 4: The Final Season (2018—2019) |
| ---------------------- | ----------------- | ------------------- | ------------------------------------ | ------------------------------------- |
| Клементина             | Мелисса Хатчисон  | Мелисса Хатчисон    | Мелисса Хатчисон                     | Мелисса Хатчисон                      |
| Ли Эверетт             | Дэйв Фенной       | Дэйв Фенной         |                                      | Дэйв Фенной                           |
| Элвин «ЭйДжей» младший |                   | появление           | появление                            | Тейлор Паркс                          |
| Хавьер «Хави» Гарсия   |                   |                     | Джефф Шайн                           |                                       |
| Кенни                  | Гэвин Хэммон      | Гэвин Хэммон        | Гэвин Хэммон                         |                                       |
| Катя                   | Сисси Джонс       | появление           |                                      |                                       |
| Кенни «Дак» младший    | Макс Кауфман      | появление           |                                      |                                       |
| Лилли                  | Никки Рэпп        | появление           |                                      | Никки Рэпп                            |
| Ларри                  | Теренс МакГоверн  |                     |                                      |                                       |
| Карли                  | Николь Вихиль     |                     |                                      |                                       |
| Даг                    | Сэм Джоан         |                     |                                      |                                       |
| Глен Ри                | Ник Герман        |                     |                                      |                                       |
| Марк                   | Марк Миддлтон     |                     |                                      |                                       |
| Бен                    | Трэвор Л. Хоффман | появление           |                                      |                                       |
| Чак                    | Роджер Джексон    |                     |                                      |                                       |
| Молли                  | Эрин Иветт        |                     |                                      |                                       |
| Омид                   | Оуэн Томас        | Оуэн Томас          |                                      |                                       |
| Криста                 | Мара Хунот        | Мара Хунот          |                                      |                                       |
| Люк                    |                   | Скотт Портер        |                                      |                                       |
| Ник                    |                   | Брайан Бремер       |                                      |                                       |
| Пит                    |                   | Брайан Соммер       |                                      |                                       |
| Карлос                 |                   | Kid Beyond          |                                      |                                       |
| Сара                   |                   | Луиза Макинтош      |                                      |                                       |
| Элвин                  |                   | Дориан Локетт       |                                      |                                       |
| Ребекка                |                   | Шэй Мур             |                                      |                                       |
| Уильям Карвер          |                   | Майкл Мэдсен        | появление                            |                                       |
| Бонни                  |                   | Эрин Иветт          |                                      |                                       |
| Сарита                 |                   | Джулиа Фармер       |                                      |                                       |
| Джейн                  |                   | Кристин Лэйкин      | Кристин Лэйкин                       |                                       |
| Майк                   |                   | Дэн Уайт            |                                      |                                       |
| Арво                   |                   | Майкл Арк           |                                      |                                       |
| Кейт Гарсия            |                   |                     | Шелли Шеной                          |                                       |
| Дэвид Гарсия           |                   |                     | Алекс Хернандес                      |                                       |
| Габриэл «Гейб» Гарсия  |                   |                     | Рэймонд Очоа                         |                                       |
| Мариана Гарсия         |                   |                     | Вале-де-ла-Маза Бренда Лорена Гарсия |                                       |
| Трипп                  |                   |                     | Трой Холл                            |                                       |
| Элеанор                |                   |                     | Келли Краудер                        |                                       |
| Конрад                 |                   |                     | Уильям-Кристофер Стивенс             |                                       |
| Фрэнсис                |                   |                     | Валери Арем                          |                                       |
| Пол "Иисус" Монро      |                   |                     | Брэндон Кинер                        |                                       |
| Макс/Руфус             |                   |                     | Шон Линч                             |                                       |
| Барсук                 |                   |                     | Джон Карри                           |                                       |
| Лонни                  |                   |                     | Чарльз Халфорд                       |                                       |
| Ава                    |                   |                     | Элли Джонсон                         |                                       |
| Джоан                  |                   |                     | Джейн Тайни                          |                                       |
| Клинтон Барнс          |                   |                     | Эндрю Хейл                           |                                       |
| Пол Лингард            |                   |                     | Юрий Ловенталь                       |                                       |
| Абель                  |                   |                     |                                      | Алекс Фернандес                       |
| Марлон                 |                   |                     |                                      | Рэй Чейз                              |
| Броди                  |                   |                     |                                      | Хеди Барресс                          |
| Луис                   |                   |                     |                                      | Стерлинг Сулейман                     |
| Тен                    |                   |                     |                                      | Заир Хэмптон                          |
| Виолет                 |                   |                     |                                      | Гидеон Адлон                          |
| Митч                   |                   |                     |                                      | Робби Дэймонд                         |
| Аасим                  |                   |                     |                                      | Ритеш Раджан                          |
| Омар                   |                   |                     |                                      | Кит Силверстайн                       |
| Руби                   |                   |                     |                                      | Али Хиллис                            |
| Вилли                  |                   |                     |                                      | Джастин Кауден                        |
| Джеймс                 |                   |                     |                                      | Джонни Йонг Бош                       |
| Минерва                |                   |                     |                                      | Черами Ли                             |